# Tenya Yabuno
Tenya Yabuno (やぶのてんや), né le 19 août 1969 à Tokyo, au Japon, est un mangaka.

## Biographie
Sa série manga Digimon Adventure V-Tamer 01 est publiée de 1998 à 2003.
Entre 2008 et 2011 sort Inazuma Eleven, qui remporte le Prix du manga Kōdansha catégorie enfant en 2010) et le Prix Shōgakukan catégorie enfant en 2012.
Depuis 2011, il publie Inazuma Eleven GO. 